# Horațiu Moldovan
Horațiu Moldovan (n. 20 ianuarie 1998, Cluj-Napoca, România)  este un fotbalist român, care joacă pe post de portar la Real Oviedo în La Liga, împrumutat de la Atlético Madrid. Pe plan internațional, are prezențe la națională pentru România.

## Biografie
În prima parte a copilăriei atenția i-a fost spre viteză, karting și motoare: "Aveam pasiunea asta. Îmi plăcea mult să merg cu ele. Până când am văzut mingea, la 7 ani. De atunci am uitat tot, nu mai știam de karting. Gata! Din acel moment fotbalul a fost totul" . Cea mai mare parte a junioratului l-a găsit pe Horațiu Moldovan la CFR Cluj .

## Caracteristici technice
Horațiu Moldovan este un portar eficient, autor al unor intervenții specifice și concrete, cunoscut și pentru spectacolul făcut pentru galerie. Era cunoscut pentru fazele spectaculoase făcute pentru suporterii echipei sale .

## Cariera

### Jucător

#### Începutul
A început fotbalul la CFR Cluj unde nu a reușit să debuteze fiind împrumutat la Hermannstadt și Viitorul Târgu Jiu . În 2019 , acesta a fost transferat la Ripensia Timișoara .

#### UTA Arad
La 22 de ani, Horațiu Moldovan a bifat primul său meci în Liga 1. Și a fost în prim-plan, fiind omul meciului Viitorul Constanța - UTA Arad , scorul fiind 1-1, ajutându-și din plin echipa să scoată un punct. După prima partidă acesta a ajuns rezervă , plecând la Rapid București .

#### Rapid București
Pe 6 ianuarie 2021 , acesta semnează cu Rapid unde avea să devină portarul principal al clubului din Giulești . În primul sezon de pe prima scenă a fotbalului romănesc, acesta a impresionat, devenit unul dintre cei mai buni portari ai diviziei intai, reușind niște intervenții uimitoare. În sezonul 2021-22, Horațiu Moldovan a primit 21 de goluri în 21 de meciuri în Liga 1, reușind nouă partide fără gol încasat, Horațiu Moldovan a fost unul dintre cei șase fotbaliști din Liga 1 care au prins în teren toate minutele în sezonul 2021-2022. Fiind convocat la națională. Horațiu Moldovan a fost ales, prin voturile suporterilor rapidiști , jucătorul anului 2021 al Rapidului.

#### Atlético Madrid
La 24 ianuarie 2024, Moldovan a fost achiziționat de Atlético Madrid din La Liga în schimbul sumei de 800.000 €, reprezentând clauza de reziliere. El a semnat cu echipa spaniolă un contract valabil pentru trei ani și jumătate și i-a fost repartizat tricoul cu numărul 1.

## Statistici

### Club
De la meciul disputat pe 2 August 2022
| Club                          | Sezon         | Național      | Național | Național | Cupa Națională | Cupa Națională | Internațional | Internațional | Altele   | Altele | Total    | Total  |
| Club                          | Sezon         | Divizia       | Apariții | Goluri   | Apariții       | Goluri         | Apariții      | Goluri        | Apariții | Goluri | Apariții | Goluri |
| ----------------------------- | ------------- | ------------- | -------- | -------- | -------------- | -------------- | ------------- | ------------- | -------- | ------ | -------- | ------ |
| Hermannstadt (împrumut)       | 2017–18       | Liga II       | 3        | 0        | 3              | 0              | 0             | 0             | 0        | 0      | 6        | 0      |
| Hermannstadt (împrumut)       | Total         | Total         | 3        | 0        | 3              | 0              | 0             | 0             | 0        | 0      | 6        | 0      |
| Viitorul Târgu Jiu (împrumut) | 2018–19       | Liga II       | 5        | 0        | 1              | 0              | 0             | 0             | 0        | 0      | 6        | 0      |
| Viitorul Târgu Jiu (împrumut) | Total         | Total         | 5        | 0        | 1              | 0              | 0             | 0             | 0        | 0      | 6        | 0      |
| Ripensia Timișoara            | 2018–19       | Liga II       | 15       | 0        | 0              | 0              | 0             | 0             | 0        | 0      | 15       | 0      |
| Ripensia Timișoara            | 2019–20       | Liga II       | 3        | 0        | 0              | 0              | 0             | 0             | 0        | 0      | 3        | 0      |
| Ripensia Timișoara            | Total         | Total         | 18       | 0        | 0              | 0              | 0             | 0             | 0        | 0      | 18       | 0      |
| UTA Arad                      | 2020–21       | Liga I        | 4        | 0        | 0              | 0              | 0             | 0             | 0        | 0      | 4        | 0      |
| UTA Arad                      | Total         | Total         | 4        | 0        | 0              | 0              | 0             | 0             | 0        | 0      | 4        | 0      |
| Rapid București               | 2020–21       | Liga II       | 14       | 0        | 0              | 0              | 0             | 0             | 0        | 0      | 14       | 0      |
| Rapid București               | 2021–22       | Liga I        | 37       | 0        | 0              | 0              | 0             | 0             | 0        | 0      | 37       | 0      |
| Rapid București               | 2022-23       | Liga I        | 3        | 0        | 0              | 0              | 0             | 0             | 0        | 0      | 3        | 0      |
| Rapid București               | Total         | Total         | 54       | 0        | 0              | 0              | 0             | 0             | 0        | 0      | 54       | 0      |
| Total cariera                 | Total cariera | Total cariera | 84       | 0        | 3              | 0              | 0             | 0             | 0        | 0      | 88       | 0      |